# Esan West

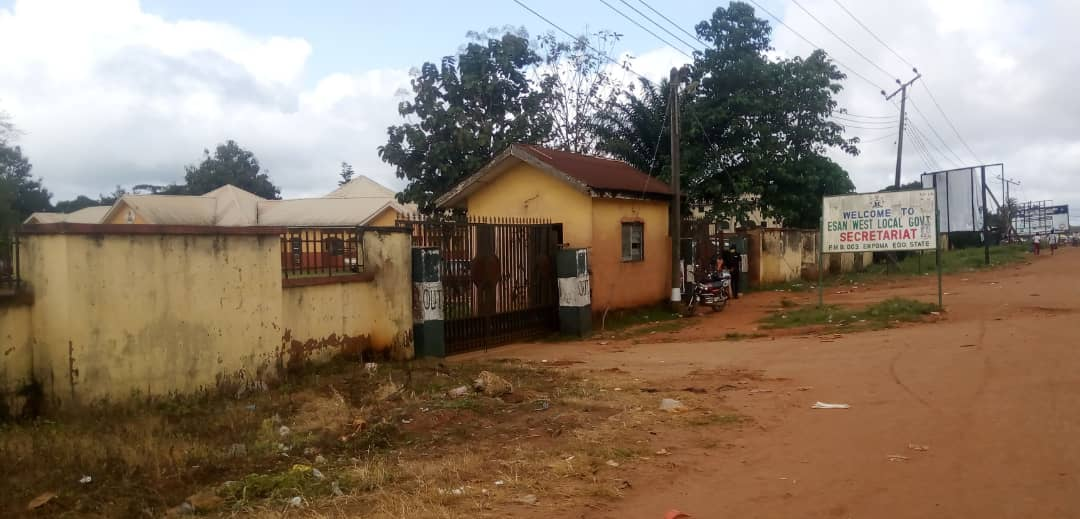

Esan West è una delle diciotto aree a governo locale (local government areas) in cui è suddiviso lo stato di Edo, nella Repubblica Federale della Nigeria.
Si estende su una superficie di 502 km² e conta una popolazione di 125.842 abitanti.